# 恥の壁

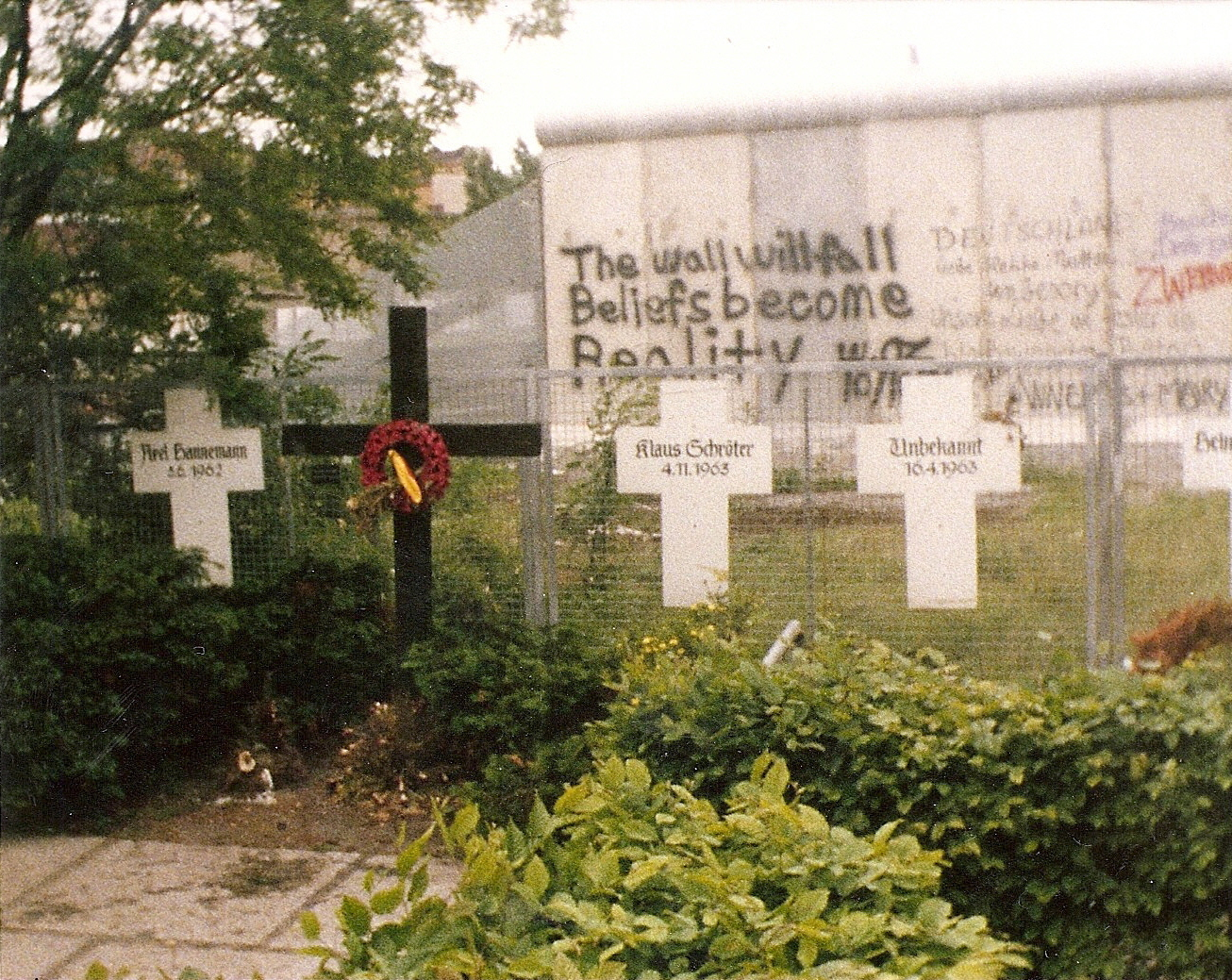
ベルリンの壁を西側から撮影した1980年代の写真。身元不明の者を含めた犠牲者を記念している。

恥の壁（はじのかべ）は、様々な壁に対する否定的な通称の一種。特にドイツに存在したベルリンの壁を指す場合 (シャントマウアー、ドイツ語: Schandmauer) が有名である。この例はヴィリー・ブラントが初めて「恥の壁」という言葉を使い、西ベルリン政府も壁をこのように呼称するようになり、その後1960年代初頭以降に英語圏など各地で用いられるようになった。さらに後には、様々な壁がベルリンの壁になぞらえられて「恥の壁」と呼ばれるようになった。
「恥の壁」と呼ばれる対象は、人々の分離を目的として物議をかもしている物理的な分離壁（壁やフェンスなど）の他にも、特定人の面目をつぶすために名前や写真を晒した掲示板や壁である場合もある。
近年では、メキシコ・アメリカ国境壁、エジプト・ガザ国境壁、西岸地区分離壁などが恥の壁と呼ばれていることがある。

## 音韻
英語圏では、著名人や成績優秀者の写真や業績などを壁に掲示して顕彰する風習があり、その壁を「Wall of Fame」というが、恥の壁の原語「Wall of Shame」はそのもじりとなっている。

## 日本文化用語として
Wall of Shameという言葉が英語で初めて現れたのは、ルース・ベネディクトの1948年の著作『菊と刀』である可能性がある。ただしこの時の「恥の壁」は日本人の名誉と恥の社会文化を説明する比喩であり、後の用例とは全く意味合いが異なる。

## ベルリンの壁

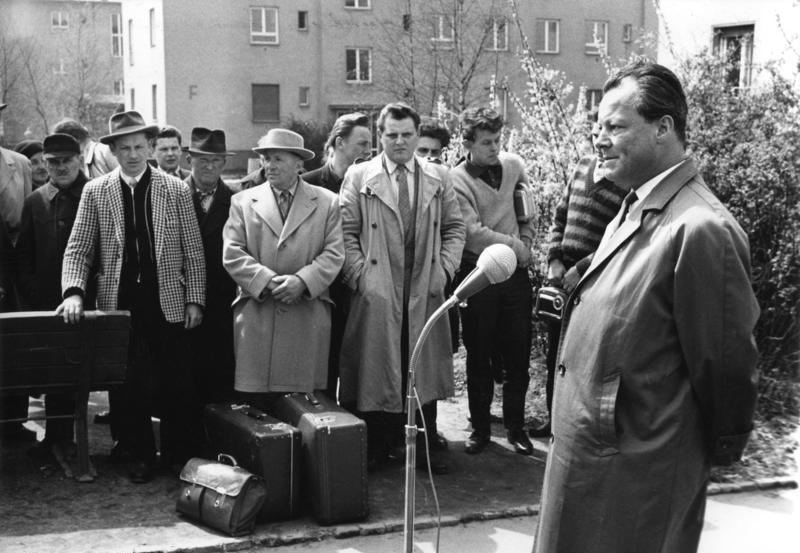
ヴィリー・ブラントは、ベルリンの壁を「恥の壁」と最初に呼んだ人物である。

1961年、東ドイツ政府と東ベルリン当局は、国内の西ドイツの飛び地である西ベルリンを囲む国内国境線にベルリンの壁を建設した。東ドイツは公式にはこれを「反ファシスト防壁」と呼んだが、西ベルリン市民の多くは「恥の壁」と呼んだ。
初めてベルリンの壁を「恥の壁」と呼んだのは、西ベルリン市長ヴィリー・ブラント（後の西ドイツ首相）である。ドイツ国外では1962年にタイム誌が出版したカバーストーリーで「恥の壁」の語が使われ、アメリカ大統領ジョン・F・ケネディも1963年1月14日に合衆国議会の一般教書演説でこの言葉を使った。ベルリンの壁のいたるところには落書きがされていたが、特に道と交差するところでは「道は恥の壁で寸断されている」という落書きがたびたび見られた。
ベルリンの壁が崩壊した後でも、たびたび「恥の壁」という呼び名が使われている。
- ポルトガル首相、大統領マリオ・ソアレスの学術論文"The Democratic Invention"[9]
- フランス大統領ジャック・シラクが2000年6月27日にドイツ連邦議会で行った「我々のヨーロッパ」演説[10]
- イタリア首相、元欧州委員会委員長ロマーノ・プローディの2002年の演[11]

## その他の「恥の壁」の例
- 1998年、国際連合婦人開発基金は国際連合で写真展を開き、女性の苦境をテーマとした「恥の壁」と、女性に対する暴力を終わらせる取り組みをテーマとした「希望の壁」を並べた[12]。
- ヨーク大学のM. Lachanceは、ケベック問題に関する学術論文で「恥の壁」の語を使っている[13]。
- ペルーの首都リマ郊外にあり、サン・フアン・デ・ミラフローレス地区とサンティアゴ・デ・スルコ地区を隔てる高さ10フィートの分離壁[14]
- 2016年にレバノンのアイン・アル＝ヒルウェ難民キャンプでパレスチナ系レバノン人を周辺と分離するために建設された分離壁[15]
- エジプト・ガザ国境壁[3]
- ヨルダン川西岸地区の分離壁[4]
- メキシコ・アメリカ国境壁[2]
- 2020年2月にインドのアフマダーバード当局がスラム街付近の道に建設した壁。タイムズ・オブ・インディア紙は、同月24日にアメリカ大統領ドナルド・トランプが街を訪問したのに合わせて、彼の目からスラム街を隠そうとしたのだと主張している[16]。